# Der Kanzler (Dichter)
Der Kanzler war ein Minnesänger und Sangspruchdichter, der vermutlich am Ende des 13. Jahrhunderts im oberdeutschen Raum wirkte. Von ihm sind 77 Strophen bekannt, die im Codex Manesse überliefert wurden.

## Leben
Über das Leben des Kanzlers ist nur sehr wenig bekannt. Anhand der frühesten Überlieferung Kanzlerscher Strophen in der Basler Rolle sowie des Einflusses Konrads von Würzburg lässt sich sein Werk auf das letzte Drittel des 13. Jahrhunderts datieren.
Der Name Kanzler war im 13. Jahrhundert ein gängiger Familienname im gesamten süddeutschen Raum und dürfte demnach kein politisches Amt des Dichters markiert haben. Eine genaue geographische Verortung ist nicht möglich, seine dichterische Sprache lässt aber eine oberdeutsche Herkunft vermuten. Es handelte sich mit großer Wahrscheinlichkeit um einen Angehörigen des bürgerlichen Standes, der ein Leben als fahrender Dichter führte. Darauf weisen zum einen Andeutungen in seinen Sangsprüchen und zum anderen die später überlieferten Meistersingerhandschriften hin. Die Gleichsetzung des Kanzlers mit einem Schulmeister aus Offenburg, der in Urkunden von 1312 und 1323 auftaucht, ist nicht bewiesen. Dagegen spricht vor allem die Selbstbeschreibung des Kanzlers als Fahrender in seinen Sangsprüchen.
Wie die Überlieferungen zeigen, war der Kanzler kein Unbekannter: Zahlreiche Meistersinger dichteten in seinen Tönen, erwähnten seinen Namen und nahmen ihn in den Kreis der zwölf alten Meister auf. Der Kanzler war vermutlich Schüler Konrads von Würzburg, dessen dichterisches Schaffen ihm als Vorbild gedient hat. Ob er seine Lieder noch zu Lebzeiten Konrads oder erst nach dessen Ableben verfasst hat, ist unklar.

## Werk

### Überlieferung

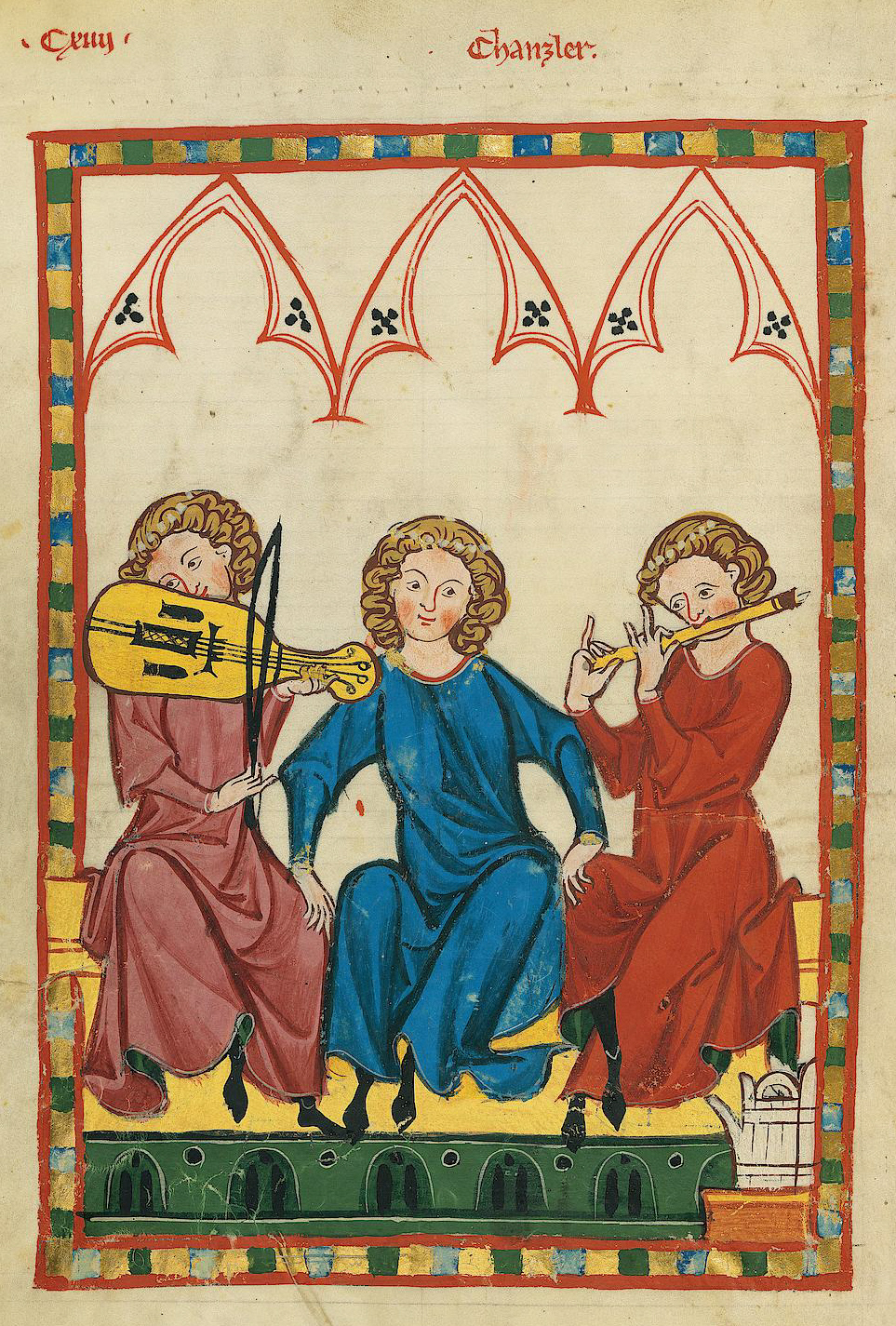
Miniatur: Der Kanzler (Codex Manesse, 14. Jh., fol. 423v)

Vom Kanzler sind insgesamt 77 Strophen überliefert, davon 44 Sangspruchstrophen in fünf verschiedenen Tönen (Goldener Ton, Hofton, Ton I, Ton III, Ton XIII) und 33 Minnesangstrophen. Der wichtigste Zeuge ist der Codex Manesse (Handschrift C), der unter dem Namen Chanzler alle 77 Strophen enthält. Der Kanzler befindet sich dort am Ende des Grundstocks und beschließt die Reihe der 140 Dichter. Die den Gedichten vorangestellte Miniatur zeigt drei sitzende Spielleute: Der Mittlere stellt vermutlich den Kanzler als Dichtenden bzw. Singenden dar, der von zwei Personen mit einer Fidel und Flöte begleitet wird. Die Miniatur ist wappenlos, was als ein weiteres Indiz gegen die adelige Herkunft des Kanzlers gewertet werden kann.
Eine ergänzende Überlieferung gibt es in der Basler Rolle (Handschrift B3, Ende 13. Jahrhundert), die allerdings nur mehr fragmentarisch erhalten ist. Sie beinhaltet lediglich acht Sangspruchstrophen, die sich auch in C finden. Deutlich später ist die Überlieferung in der Niederrheinischen Liederhandschrift (Handschrift N, Ende 14. Jahrhundert) sowie der Basler Meisterliederhandschrift (Handschrift b, Mitte 15. Jahrhundert). In der Kolmarer Liederhandschrift sind zwei Melodien zum Goldenen Ton überliefert.

### Lyrisches Œuvre
Das Œuvre des Kanzlers beinhaltet sowohl Sangspruchdichtung als auch Minnesang. Die zentralen Themen der Sangsprüche sind Sittenlehre, Zeitkritik, Astronomie sowie der Tod. So stellt er etwa Tugenden und Laster dar, klagt über den Niedergang der Sitten, die kunstlosen Sänger sowie den Verfall des echten Adels. Die Gedichte sind reich an Metaphern und zeichnen sich durch weite Interpretationsspielräume aus. All das spiegelt die bemerkenswerte gelehrte Bildung des Kanzlers wider. Er agierte als Warnender und Mahnender, der es verstand, die Missstände seiner Zeit gekonnt aufzuzeigen. Die meisten seiner Minnelieder vermitteln ein idyllisches Weltbild, beginnen oft mit einem Natureingang, gefolgt von einer allgemeinen Verherrlichung der Frau.
Ferner finden sich in seinen Gedichten einige Indizien für die Lebensverhältnisse eines mittelalterlichen Dichters. Der Kanzler tätigt nämlich Aussagen über sein Dasein als ein fahrender Sänger, der auf die Großzügigkeit, Güte und Freigebigkeit des Adels angewiesen ist. Zudem scheinen immer wieder Schilderungen über ein einfaches, von schwierigen Umständen gezeichnetes Leben durch.

## Textbeispiele

### Sangspruchdichtung
Beispiel 1
Ich hab mich underwunden

ze singen ob ich mac.

ze tihten trûwe ich vinden:

des wîsent mich diu buoch.

Noê mit schanden funden

wart, dô er trunken lac,

von drîen sînen kinden;

dem einen wart der fluoch.

Kam vant sîn vater blôzen;

mit spot in schalle er schrei

‚seht umb den trinken bôzen,

sîn wîsheit ist enzwei.’

Sem und Japhet die beide

im leiten uber ir kleit:

in tet sîn schame leide.

dâ huob sich edelkeit.
Ich habe mich dazu entschlossen

zu singen, soweit ich dazu in der Lage bin.

Ich vertraue darauf, etwas zum Dichten zu finden,

so wie mich das die Bücher lehren.

Noah wurde von seinen drei Kindern

in beschämender Verfassung vorgefunden,

denn er lag dort betrunken;

eines von ihnen wurde später verflucht.

Ham fand seinen Vater entblößt vor;

spöttisch rief er laut:

„Seht den betrunkenen Kerl an,

seine Weisheit ist gebrochen!“

Sem und Japhet bedeckten ihn beide

mit ihrem Gewand,

denn seine Entblößung tat ihnen leid.

Auf diese Weise zeigte sich vornehmes Verhalten.
Inhalt und Interpretation
Dieser Sangspruch markiert den Beginn der Kanzlerschen Gedichte in Handschrift C. Rudolf-Erhard Zach geht davon aus, dass sich der Kanzler mit dieser Strophe einem neuen Publikum als Dichter vorstellen wollte und sie daher als eine Art Einleitung zu seiner Darbietung vortrug.
Das lyrische Ich verkündet darin die Absicht zu singen und zu dichten und beruft sich auf ein Buch als Quelle, vermutlich das Alte Testament, denn es wird in weiterer Folge eine Geschichte aus dem Alten Testament aufgegriffen. Das Wissen um diese Episode zeigt die gelehrte Bildung des Kanzlers. Sie handelt von den Noah-Söhnen Ham, Sem und Japhet, die ihren Vater entblößt und betrunken auffinden. Während Ham den Vater verspottet und daraufhin verflucht wird, zeigen Sem und Japhet Mitleid. Sie bedecken Noah mit einem Kleidungsstück. Das Sänger-Ich kommt zu dem Schluss, dass in ihrem mitfühlenden Verhalten der Ursprung der edelkeit (hohes Ansehen, edle Gesinnung) liegt. Die edelkeit äußert sich somit im Verhalten, nicht in Macht, Schönheit oder Besitz.

Beispiel 2
Mich vrâget manic edel man

‚her Kanzeler, ir kündet mir,

man seit ir künnet künste vil:

waz tuot iuch guotes bar?’

des antwürt ich im, ob ich kan,

dur waz ich guotes ofte enbir.

die herren kargent âne zil,

swar ich der lande var.

hæt ich gelücke und dâ bî kunst

und ouch die herren milte bî ir guote,

erwurbe ich dan der edelen gunst,

armuot, sô schiede ich gar von dîner huote.

sus hât gelücke von mir pfliht:

ob ich iht kan, waz sol mich daz genützen?

mir sint die herren milte niht,

mich schiuht ir guot sam wildiu krâ den schützen.
Mancher Edelmann fragt mich:

„Herr Kanzler, sagen Sie mir doch,

man erzählt, Sie verständen sich auf viele Künste,

wie kommt es, dass Sie ein Habenichts sind?“

Darauf sage ich ihm, wodurch ich, wenn ich es recht verstehe,

häufig mittellos bin.

Wo ich im Land herumkomme,

herrscht bei den Herren Knauserei ohne Ende.

Hätte ich Glück und dazu mein Können

und hätten die Herren bei ihrem Vermögen auch Freigebigkeit

[und] ich erwürbe dann die Gewogenheit dieser Edlen,

dann, Armut, entkäme ich gänzlich deiner Obhut.

So aber nimmt sich das Glück meiner nicht an.

Verstehe ich auch mein Metier, was nützt es mir?

Für mich haben die Herren keine offene Hand,

ihr Gut meidet mich wie die wilde Krähe den Schützen.
Inhalt und Interpretation
Das lyrische Ich klagt in Form eines Gespräches mit seinen Rezipienten über seine missliche Lage sowie den Geiz des Adels. Die Strophe beginnt mit der Wiedergabe einer Frage (in direkter Rede dargestellt): Die edlen Herren scheinen darin das hohe Kunstverständnis des Sänger-Ichs anzuzweifeln.
Die Anrede her ist vermutlich ironisch zu verstehen und verweist auf keine adelige Herkunft des Dichters. Sie soll dem fahrenden Sänger-Ich, das offensichtlich viel auf sich hält, vielmehr signalisieren, dass es nur einem niedrigen Stand angehört. Diese Anrede gebührt ihm somit nicht. Das lyrische Ich versucht in einer Art Gegenrede die Umstände für seine Mittellosigkeit zu begründen. Überall, wo es hinkommt, sieht es sich mit derselben Hartherzigkeit und Knausrigkeit konfrontiert. Es sucht die Ursache für seine Armut nicht bei sich selbst, sondern macht die Herren dafür verantwortlich. Am Ende werden Bedingungen für eine Verbesserung der üblen Lage angeführt: Es braucht Glück, dichterisches Können sowie die Gunst der Herren. Zudem müssen die Herren ausreichend viel besitzen, um davon überhaupt etwas abgeben zu können.

### Minnesang
Strophe 1

Leider winter ungestalt,

ûzwert halt!

dîn gewalt

sêre smalt,

dîn kraft duldet bruch und spalt,

dîn mül niht mêr malt.

sanc der vogel ungezalt

dîn engalt

und der walt;

des dich schalt

spruch der werlte manicvalt.

nûst dîn runs verswalt.

wol ûf, reien, junc und alt!

snêwe sint versnalt.

werdiu jugent, du wesen salt

fröiden balt;

leit verschalt,

trôstes walt,

sît verstôzen und vervalt

sint die rîfen kalt.

Strophe 2

Jârlanc sol er sîn gemeit

swem ein meit

minne treit

diu daz meit

dazs ûz zühten nie geschreit.

fröide ist im bereit.

seht sô dulde ich arebeit

unde leit:

sich entseit

bî rîcheit

Milte gebennes; underscheit

Erge vor ir heit.

Schande hât ûf mînen eit

wîte sich zespreit.

lützel fröit mich heide breit

unde ir kleit

grüene und weit,

swie siz sneit,

sît die herren sint verzeit

hiure an miltekeit.

Strophe 3

Schande starc als ein helfant

ûz gesant

kumt gerant

in diu lant,

füeret fürsten an ir hant

die dâ sint geschant.

tugenden wert die sint erblant

unde erwant

unerkant.

gar zertrant

tuont der edeln schiltes rant

die dâ bôsheit hant.

Milt sich hinder Kerge want

birgt als ein vasant.

Êren veste sint verbrant,

ir gewant

stêt verpfant.

sît gemant

ir, die man bî tugent ie vant,

mîdent schanden bant.
Strophe 1

Verhasster, widerwärtiger Winter,

bleib draußen!

Deine Gewalt

schwindet dahin,

deine Kraft bekommt Brüche und Risse,

deine Mühle mahlt nicht mehr.

Der Gesang unzähliger Vögel

kam durch dich zu Schaden

und der Wald auch.

Darum hat dich der Leute Reden

oft gescholten.

Nun ist dein Fließen eingedämmt.

Wohlauf, zum Tanz, jung und alt!

Die Schneemassen sind [wie] weggewischt.

Ihr lieben jungen Leute,

ihr sollt fröhlich sein!

Sagt ab dem Kummer,

lasst Zuversicht einkehren,

da der kalte Reif

fortgejagt und vertrieben ist.

Strophe 2

In dieser Jahreszeit soll sich der freuen,

dem ein Mädchen

zugetan ist,

das es vermieden hat,

den Weg der guten Sitten zu verlassen.

Denen steht das Glück offen.

Seht, ich dagegen erleide Trübsal

und Kummer.

Mitten im Reichtum

sagt sich die Freigebigkeit von dem los,

was sie auszeichnete, vom Schenken.

Statt ihrer gedeiht der Geiz.

Schande hat sich, das kann ich beschwören,

weithin ausgebreitet.

Mich freut die breite Heide nicht

und nicht ihr grünes,

weites Kleid,

wie sie es auch zurüstet,

da die Herren neuerdings von Freigebigkeit

nichts mehr wissen wollen.

Strophe 3

Schande, stark wie ein Elefant,

ist ausgesandt

[und] kommt

in das Land gelaufen.

Fürsten, die entehrt sind,

führt sie an der Hand.

Die edlen Tugenden sind geblendet

und bis zur Unkenntlichkeit

verkehrt.

Die Sittenverderber zerspalten

den edlen Schild.

Wie ein Fasan verbirgt sich die Milde

hinter dem Wall des Geizes.

Verbrannt sind die Festungen der Ehre,

ihr Gewand

ist verpfändet.

Ihr, die man immer auf der Seite der Tugend fand,

lasst euch ermahnen,

meidet die Fesseln der Schande!
Inhalt und Interpretation
Alle Kanzlerschen Minnelieder zeichnen sich durch eine Dreistrophigkeit aus, so auch dieses Beispiel. Die erste Strophe beginnt mit dem gattungstypischen Natureingang, der Klage über den Winter und dem Preis des Frühlings/Sommers. Letzterer schafft in Strophe zwei eine Überleitung zur Frau und Minne. Die Schönheit der frühlingshaften Natur entfacht ein Gefühl von Freude und ermuntert die Menschen zur Liebe.
In der Mitte der zweiten sowie in der dritten Strophe folgt eine für den Minnesang ungewöhnliche Wendung. Wie Jens Haustein konstatiert, wird das Ich nun zu einem typischen Sangspruch-Ich, das auch im Sommer über Leid und Geiz klagt und mahnende Worte ausspricht. Als Wurzel allen Übels werden erneut die fehlende Freigebigkeit des Adels sowie die daraus resultierende Schande angeführt. Die dritte Strophe weist eine starke Bildsprache durch die dichte Aneinanderreihung von Metaphern und Vergleichen auf.
Das Lied ist auch aufgrund einer formalen Eigenheit besonders einprägsam: Die jeweils zwanzig Verse der ersten Strophe reimen auf die Silbe -alt, die der zweiten auf -eit und die der dritten auf -ant. Dadurch wird die Mahnbotschaft des Textes wirkungsvoll verstärkt.

### Textausgaben
- Friedrich Heinrich von der Hagen: Minnesinger: Deutsche Liederdichter des zwölften, dreizehnten und vierzehnten Jahrhunderts. Band 2: Manessische Sammlung aus der Pariser Urschrift, nach G. W. Haßmanns Vergleichung. Barth, Leipzig 1838, S. 387–399 (Band 2, digitalisiert von der BSB München).
- Eva und Hansjürgen Kiepe (Hrsg.): Gedichte 1300–1500. Nach Handschriften und Frühdrucken in zeitlicher Folge (= Walther Killy [Hrsg.]: Epochen der deutschen Lyrik. Band 2). Dt. Taschenbuch-Verlag, München 1972, ISBN 3-423-04016-5, S. 15–18 (nur 7 Strophen, mittelhochdeutsch + Übersetzung).
- Carl von Kraus (Hrsg.): Deutsche Liederdichter des 13. Jahrhunderts. 2. Auflage. Band 1: Text. Niemeyer, Tübingen 1978, ISBN 3-484-10284-5, S. 185–217, doi:10.1515/9783110234411.1.181 (mittelhochdeutsch).

### Forschungsliteratur
- Kanzler (Kanzl). In: Horst Brunner, Burghart Wachinger (Hrsg.): Repertorium der Sangsprüche und Meisterlieder des 12. bis 18. Jahrhunderts. Band 4: Katalog der Texte. Älterer Teil (G – P). Niemeyer, Tübingen 1988, ISBN 3-484-10504-6, S. 149–168, doi:10.1515/9783110945133.149c.
- Jens Haustein: Gattungsinterferenzen in Sangspruch und Minnelied des Kanzlers. In: Dorothea Klein, Trude Ehlert, Elisabeth Schmid (Hrsg.): Sangspruchdichtung. Gattungskonstitution und Gattungsinterferenzen im europäischen Kontext. Internationales Symposium Würzburg, 15.–18. Februar 2006. Niemeyer, Tübingen 2007, ISBN 978-3-484-10808-0, S. 169–186, doi:10.1515/9783110916478.169.
- Sophie Knapp: Die Gebetsstrophen des Kanzlers im Goldenen Ton – ein 'geistliches Sangspruchlied'? In: Andreas Kraß, Matthias Standke (Hrsg.): Geistliche Liederdichter zwischen Liturgie und Volkssprache. De Gruyter, Berlin/Boston 2020, ISBN 978-3-11-066681-6, S. 47–62, doi:10.1515/9783110666816-005.
- Sophie Knapp: Intertextualität in der Sangspruchdichtung. Der Kanzler im Kontext. De Gruyter, Berlin/Boston 2021, ISBN 978-3-11-071285-8, doi:10.1515/9783110712889.
- Gisela Kornrumpf: Der Kanzler. In: Wolfgang Stammler [u. a.] (Hrsg.): Die deutsche Literatur des Mittelalters. Verfasserlexikon. Band 4. De Gruyter, Berlin/Boston 2011, ISBN 978-3-11-085293-6, Sp. 986–992, doi:10.1515/9783110852936.941 (E-Book der 2. Auflage 1983).
- Carl von Kraus (Hrsg.): Deutsche Liederdichter des 13. Jahrhunderts. 2. Auflage. Band 2: Kommentar. Niemeyer, Tübingen 1978, ISBN 3-484-10326-4, S. 244–264, doi:10.1515/9783110234411.2.244.
- Harald Krieger: Der Kanzler. Ein mittelhochdeutscher Spruch- und Liederdichter. Bonn, Univ., Diss. 1931.
- Wilhelm Wilmanns: Kanzler. In: Allgemeine Deutsche Biographie (ADB). Band 15, Duncker & Humblot, Leipzig 1882, S. 98.
- Rudolf-Erhard Zach: Der Kanzler. Untersuchungen zur literarischen Technik eines Spruch- und Lieddichters um 1300. Graz, Univ., Diss. 1973.